# Юнацька збірна Перу з футболу (U-17)
Юнацька збірна Перу з футболу (U-17) — національна футбольна збірна Перу, що складається із гравців віком до 17 років. Керівництво командою здійснює Федерація перуанського футболу.
Головним континентальним турніром для команди є Юнацький чемпіонат Південної Америки з футболу (U-17), успішний виступ на якому дозволяє отримати путівку на Чемпіонат світу (U-17). Також може брати участь у товариських і регіональних змаганнях. Протягом 1980-х років функціонувала у форматі U-16.

## Виступи на міжнародних турнірах

### Чемпіонат світу (U-17)
| Статистика чемпіонатів світу (U-17) | Статистика чемпіонатів світу (U-17) | Статистика чемпіонатів світу (U-17) | Статистика чемпіонатів світу (U-17) | Статистика чемпіонатів світу (U-17) | Статистика чемпіонатів світу (U-17) | Статистика чемпіонатів світу (U-17) | Статистика чемпіонатів світу (U-17) | Статистика чемпіонатів світу (U-17) |
| Рік                                 | Раунд                               | І                                   | В                                   | Н                                   | П                                   | Г+                                  | Г-                                  |                                     |
| ----------------------------------- | ----------------------------------- | ----------------------------------- | ----------------------------------- | ----------------------------------- | ----------------------------------- | ----------------------------------- | ----------------------------------- | ----------------------------------- |
| 1985                                | не кваліфікувалася                  | не кваліфікувалася                  | не кваліфікувалася                  | не кваліфікувалася                  | не кваліфікувалася                  | не кваліфікувалася                  | не кваліфікувалася                  | не кваліфікувалася                  |
| 1987                                | не кваліфікувалася                  | не кваліфікувалася                  | не кваліфікувалася                  | не кваліфікувалася                  | не кваліфікувалася                  | не кваліфікувалася                  | не кваліфікувалася                  | не кваліфікувалася                  |
| 1989                                | не кваліфікувалася                  | не кваліфікувалася                  | не кваліфікувалася                  | не кваліфікувалася                  | не кваліфікувалася                  | не кваліфікувалася                  | не кваліфікувалася                  | не кваліфікувалася                  |
| 1991                                | не кваліфікувалася                  | не кваліфікувалася                  | не кваліфікувалася                  | не кваліфікувалася                  | не кваліфікувалася                  | не кваліфікувалася                  | не кваліфікувалася                  | не кваліфікувалася                  |
| 1993                                | не кваліфікувалася                  | не кваліфікувалася                  | не кваліфікувалася                  | не кваліфікувалася                  | не кваліфікувалася                  | не кваліфікувалася                  | не кваліфікувалася                  | не кваліфікувалася                  |
| 1995                                | не кваліфікувалася                  | не кваліфікувалася                  | не кваліфікувалася                  | не кваліфікувалася                  | не кваліфікувалася                  | не кваліфікувалася                  | не кваліфікувалася                  | не кваліфікувалася                  |
| 1997                                | не кваліфікувалася                  | не кваліфікувалася                  | не кваліфікувалася                  | не кваліфікувалася                  | не кваліфікувалася                  | не кваліфікувалася                  | не кваліфікувалася                  | не кваліфікувалася                  |
| 1999                                | не кваліфікувалася                  | не кваліфікувалася                  | не кваліфікувалася                  | не кваліфікувалася                  | не кваліфікувалася                  | не кваліфікувалася                  | не кваліфікувалася                  | не кваліфікувалася                  |
| 2001                                | не кваліфікувалася                  | не кваліфікувалася                  | не кваліфікувалася                  | не кваліфікувалася                  | не кваліфікувалася                  | не кваліфікувалася                  | не кваліфікувалася                  | не кваліфікувалася                  |
| 2003                                | не кваліфікувалася                  | не кваліфікувалася                  | не кваліфікувалася                  | не кваліфікувалася                  | не кваліфікувалася                  | не кваліфікувалася                  | не кваліфікувалася                  | не кваліфікувалася                  |
| 2005                                | груповий етап                       | 3                                   | 0                                   | 1                                   | 2                                   | 1                                   | 4                                   |                                     |
| 2007                                | чвертьфінали                        | 5                                   | 2                                   | 2                                   | 1                                   | 3                                   | 3                                   |                                     |
| 2009                                | не кваліфікувалася                  | не кваліфікувалася                  | не кваліфікувалася                  | не кваліфікувалася                  | не кваліфікувалася                  | не кваліфікувалася                  | не кваліфікувалася                  | не кваліфікувалася                  |
| 2011                                | не кваліфікувалася                  | не кваліфікувалася                  | не кваліфікувалася                  | не кваліфікувалася                  | не кваліфікувалася                  | не кваліфікувалася                  | не кваліфікувалася                  | не кваліфікувалася                  |
| 2013                                | не кваліфікувалася                  | не кваліфікувалася                  | не кваліфікувалася                  | не кваліфікувалася                  | не кваліфікувалася                  | не кваліфікувалася                  | не кваліфікувалася                  | не кваліфікувалася                  |
| 2015                                | не кваліфікувалася                  | не кваліфікувалася                  | не кваліфікувалася                  | не кваліфікувалася                  | не кваліфікувалася                  | не кваліфікувалася                  | не кваліфікувалася                  | не кваліфікувалася                  |
| 2017                                | не кваліфікувалася                  | не кваліфікувалася                  | не кваліфікувалася                  | не кваліфікувалася                  | не кваліфікувалася                  | не кваліфікувалася                  | не кваліфікувалася                  | не кваліфікувалася                  |
| 2019                                | не кваліфікувалася                  | не кваліфікувалася                  | не кваліфікувалася                  | не кваліфікувалася                  | не кваліфікувалася                  | не кваліфікувалася                  | не кваліфікувалася                  | не кваліфікувалася                  |
| 2021                                | кваліфікувалася як господар         | кваліфікувалася як господар         | кваліфікувалася як господар         | кваліфікувалася як господар         | кваліфікувалася як господар         | кваліфікувалася як господар         | кваліфікувалася як господар         | кваліфікувалася як господар         |
| Усього                              | чвертьфінали                        | 8                                   | 2                                   | 3                                   | 3                                   | 4                                   | 7                                   |                                     |

### Юнацький чемпіонат Південної Америки (U-17)
| Рік  | Раунд         | Рік  | Раунд         |
| ---- | ------------- | ---- | ------------- |
| 1985 | 7-е місце     | 1986 | груповий етап |
| 1988 | груповий етап | 1991 | груповий етап |
| 1993 | груповий етап | 1995 | груповий етап |
| 1997 | груповий етап | 1999 | груповий етап |
| 2001 | груповий етап | 2003 | груповий етап |
| 2005 | груповий етап | 2007 | 4-е місце     |
| 2009 | груповий етап | 2011 | груповий етап |
| 2013 | 6-е місце     | 2015 | груповий етап |
| 2017 | груповий етап | 2019 | 5-е місце     |